# Beaumont-Sardolles
Beaumont-Sardolles és un municipi francès, situat al departament del Nièvre i a la regió de Borgonya - Franc Comtat. L'any 2007 tenia 119 habitants.

## Demografia

### Població
El 2007 la població de fet de Beaumont-Sardolles era de 119 persones. Hi havia 52 famílies, de les quals 12 eren unipersonals (12 dones vivint soles), 16 parelles sense fills, 20 parelles amb fills i 4 famílies monoparentals amb fills.
La població ha evolucionat segons el següent gràfic:
Habitants censats

### Habitatges
El 2007 hi havia 81 habitatges, 51 eren l'habitatge principal de la família, 22 eren segones residències i 8 estaven desocupats. 80 eren cases i 1 era un apartament. Dels 51 habitatges principals, 45 estaven ocupats pels seus propietaris i 6 estaven llogats i ocupats pels llogaters; 1 tenia una cambra, 1 en tenia dues, 13 en tenien tres, 12 en tenien quatre i 25 en tenien cinc o més. 38 habitatges disposaven pel capbaix d'una plaça de pàrquing. A 20 habitatges hi havia un automòbil i a 26 n'hi havia dos o més.

### Piràmide de població
La piràmide de població per edats i sexe el 2009 era:
| Homes | Edats   | Dones |
| ----- | ------- | ----- |
| 0     | 95 o +  | 0     |
| 0     | 90 a 94 | 0     |
| 0     | 85 a 89 | 0     |
| 0     | 80 a 84 | 0     |
| 4     | 75 a 79 | 0     |
| 4     | 70 a 74 | 0     |
| 4     | 65 a 69 | 8     |
| 0     | 60 a 64 | 0     |
| 0     | 55 a 59 | 4     |
| 4     | 50 a 54 | 4     |
| 16    | 45 a 49 | 4     |
| 4     | 40 a 44 | 8     |
| 0     | 35 a 39 | 0     |
| 4     | 30 a 34 | 8     |
| 0     | 25 a 29 | 0     |
| 0     | 20 a 24 | 0     |
| 8     | 15 a 19 | 8     |
| 0     | 10 a 14 | 4     |
| 8     | 5 a 9   | 0     |
| 0     | 0 a 4   | 0     |

## Economia
El 2007 la població en edat de treballar era de 79 persones, 58 eren actives i 21 eren inactives. De les 58 persones actives 55 estaven ocupades (32 homes i 23 dones) i 4 estaven aturades (4 dones). De les 21 persones inactives 12 estaven jubilades, 3 estaven estudiant i 6 estaven classificades com a «altres inactius».

### Ingressos
El 2009 a Beaumont-Sardolles hi havia 49 unitats fiscals que integraven 125 persones, la mediana anual d'ingressos fiscals per persona era de 14.400 €.

### Activitats econòmiques
Dels 8 establiments que hi havia el 2007, 1 era d'una empresa de fabricació d'altres productes industrials, 1 d'una empresa de construcció, 1 d'una empresa d'hostatgeria i restauració, 4 d'empreses de serveis i 1 d'una entitat de l'administració pública.
Dels 2 establiments de servei als particulars que hi havia el 2009, 1 era un taller de reparació d'automòbils i de material agrícola i 1 electricista.
L'any 2000 a Beaumont-Sardolles hi havia 12 explotacions agrícoles.

## Poblacions més properes
El següent diagrama mostra les poblacions més properes.